# Винкельштедт
Винкельштедт (нем. Winkelstedt) — община в Германии, в земле Саксония-Анхальт. 
Входит в состав района Зальцведель. Подчиняется управлению Арендзее-Кальбе. Население 322 человек. Занимает площадь 20,91 км².